# خوليو هيريرا (سياسي)
خوليو هيريرا (بالإسبانية: Julio Herrera Pumayauli)‏ هو سياسي بيروفي، ولد في 21 أكتوبر 1956 في ليما في بيرو. حزبياً، نشط في التحالف الثوري الشعبي الأمريكي. وقد انتخب عضو مجلس الشيوخ البيروفي ‏.
1. ↑   https://infogob.jne.gob.pe/Politico/FichaPolitico/julio-roberto-herrera-pumayauli_historial-partidario_09uyW5s9STQ=u5. اطلع عليه بتاريخ 2023-11-14. {{استشهاد ويب}}: |url= بحاجة لعنوان (مساعدة) والوسيط |title= غير موجود أو فارغ (من ويكي بيانات) (مساعدة)